# Cladech
Cladech (en francès Cladech) és un municipi francès situat al departament de la Dordonya i a la regió de la Nova Aquitània.

## Demografia
| 1962                                       | 1968 | 1975 | 1982 | 1990 | 1999 | 2007 |
| ------------------------------------------ | ---- | ---- | ---- | ---- | ---- | ---- |
| 118                                        | 115  | 91   | 96   | 81   | 84   | 89   |
| Des de 1962: població sense dobles comptes |      |      |      |      |      |      |

## Administració
| Període   | Identitat            | Partit |
| --------- | -------------------- | ------ |
| 1977-2008 | Jean-Pierre Mazières | PCF    |
| 2008-     | Richard Barland      |        |